# 科学博物馆
科学博物馆：主要陈列与科学技术相关展品的博物馆。

## 世界各地的一些著名科学馆

### 中國
- 中国科技馆，位于北京
- 上海科技馆，位于上海
- 广东科学中心，位於廣東廣州
- 深圳科学馆，位于广东深圳
- 香港科学馆，位於香港九龍
- 澳門科學館，位於澳門皇朝

### 日本
- 國立科學博物館，本館位於東京上野，另有新宿分館與筑波實驗植物園。

### 中華民國
- 國立臺灣科學教育館，位於台北市。
- 臺北市立天文科學教育館位於台北市。
- 國立自然科學博物館，本館位於臺中市北區。
  - 國立自然科學博物館植物園，位於臺中市北區。
  - 國立自然科學博物館九二一地震教育園區，位於臺中市霧峰區，為光復國中舊址。
  - 國立自然科學博物館鳳凰谷鳥園生態園區，位於南投縣鹿谷鄉。
  - 國立自然科學博物館車籠埔斷層保存園區，位於南投縣竹山鎮。
- 國立科學工藝博物館，位於高雄市。

### 英國
- 倫敦科學博物館（Science Museum），位於倫敦肯辛頓，又常被稱為「科學歷史博物館」。

### 美國
- （National Air and Space Museum），位於華盛頓特区，以航空太空相關的發展史與科技為介紹主題，屬於史密森尼博物館（Smithsonian Institution）系統的一部份。
- 富蘭克林研究所，位於美國費城的科学博物馆

### 马来西亚
- 吉隆坡国家科学馆
- 亚罗士打国家科学馆（吉隆坡国家科学馆的北马地区分馆）